# Christian Pfister (historien suisse)
Pour l'historien français, voir Christian Pfister.
Christian Pfister, né le 23 août 1944 à Berne est un historien suisse.

## Biographie
Christian Pfister a étudié l'histoire et la géographie à l'université de Berne de 1966 à 1970, où il a obtenu son doctorat en 1974,. Celui-ci a été suivi de visites d'étude à l'université de Rochester et à l'université d'East Anglia à Norwich. Il a été habilité en 1982. De 1990 à 1996, Pfister a été soutenu par le Fonds national suisse (FNS) dans ses recherches sur l'histoire climatique. De 1997 jusqu'à sa retraite en 2009, il a été professeur ordinaire d'histoire économique, sociale et environnementale à l'Institut historique de l'Université de Berne. Pour la première fois, une chaire de professeur avait combiné les trois piliers du discours sur le développement durable. Depuis lors, il travaille en tant que chercheur indépendant au Centre Oeschger de recherche sur le climat de l'Université de Berne. Son successeur à l'université de Berne en 2010 est Christian Rohr, professeur d'histoire environnementale et climatique. Pfister a été président fondateur de la Société européenne pour l'histoire de l'environnement (ESEH). En plus de l'histoire du climat, il s'est fait un nom dans l'histoire agricole, l'histoire démographique, l'histoire régionale, l'histoire des catastrophes naturelles et l'histoire énergétique.
«Dès le choix de son sujet de thèse, inspiré par Emmanuel Le Roy Ladurie avec qui il avait des liens d'amitié, il a posé de nouveaux jalons. Il a ainsi ignoré le conseil d'un professeur bernois qui estimait qu'il était impossible de reconstituer l'évolution des conditions météorologiques et de la conjoncture agricole sur le Plateau suisse durant la seconde moitié du 18e siècle. C'est précisément sur ce sujet que Pfister a présenté en 1974 sa thèse de doctorat, qui a ouvert la voie à l'histoire du climat et de l'environnement », Dans ce contexte, « Pfister a osé franchir le pas de la reconstruction du climat à la recherche sur les effets du climat ». La thèse a également posé de nouveaux jalons dans les sciences historiques grâce à l'utilisation systématique de méthodes quantitatives et du traitement électronique des données. Pfister a «réussi le tour de force de faire carrière dans les universités suisses en travers de l'ordre disciplinaire et d'établir son domaine, la recherche historique sur le climat ». Son activité d'assistant à l'Institut de géographie dans les années 1970, sous la direction de son professeur et ami Bruno Messerli, a été déterminante. C'est là qu'il a appris des méthodes de travail en géographie et en climatologie. Messerli souligne que Pfister a également été soutenu par des scientifiques  renommés tels que Hermann Flohn et Hans Oeschger. L'approche interdisciplinaire de la thèse et de l'habilitation n'a pas facilité l'obtention d'un poste assuré à l'université et la poursuite du travail scientifique pour Christian Pfister. Pendant son engagement comme professeur ordinaire de 1997 à 2009 à l'Institut d'histoire de l'Université de Berne, son poste était certes assuré, mais il disposait de moins de personnel que ses collègues.

## Œuvre

### Histoire du climat

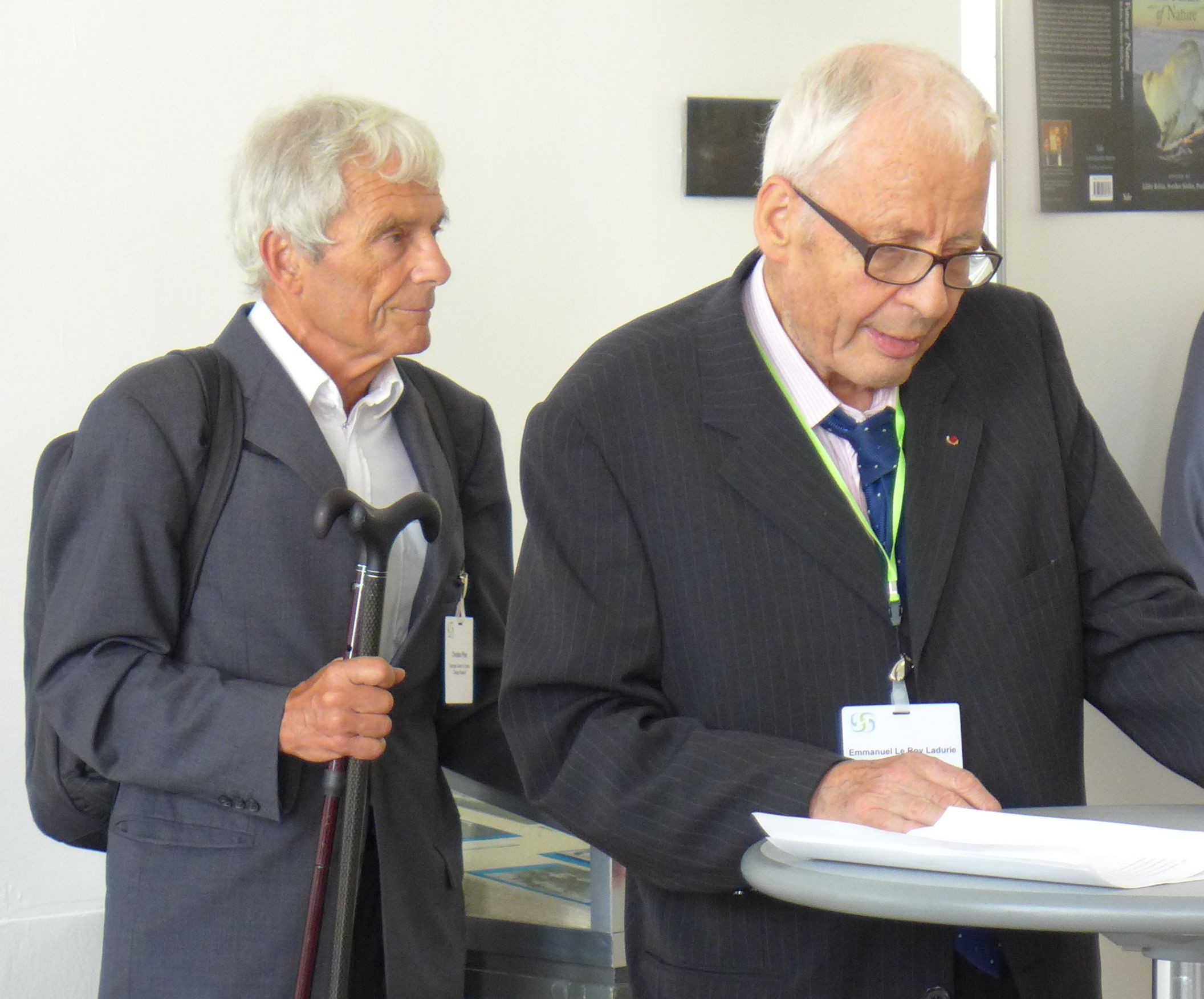
Christian Pfister (à gauche) et Emmanuel Le Roy Ladurie (2013).

Pfister est considéré comme l'un des pionniers dans le domaine de la climatologie historique,. Ses recherches portent sur la dimension sociale du changement climatique et des catastrophes naturelles et sur la reconstruction du changement climatique et des catastrophes naturelles à partir de documents historiques pour la période précédant l'utilisation des mesures instrumentales. Il est connu pour le développement les indices climatiques de Pfister qui portent son nom en un instrument puissant pour la reconstruction des valeurs approximatives des températures et des précipitations à partir de documents historiques. "Ainsi, Pfister a réussi à relier l'histoire du climat à la climatologie quantitative. Ses résultats historiques, notamment en ce qui concerne les événements extrêmes, sont des supports importants pour l'évaluation des risques et permettent l'expansion des statistiques".
Le projet "Paléoclimat européen et l'homme depuis la dernière glaciation" de la Fondation européenne de la science (1989) est devenu important pour la recherche climatique historique à long terme. Dans ce contexte, Pfister a dirigé un groupe de recherche qui a rassemblé des données documentaires de toute l'Europe pour reconstruire des cartes météorologiques mensuelles pour la période 1675-1715. Dans ce contexte, il a étendu le logiciel CLIMHIST développé pour la documentation de l'"Histoire du climat en Suisse" (1984) pour la création d'une base de données européenne EURO-CLIMHIST. Depuis les années 1990, Pfister a progressivement élargi et méthodiquement affiné cette base de données. Actuellement (2024), EURO-CLIMHIST est probablement la plus grande base de données d'histoire climatique avec plus de 200 000 enregistrements.
Après la publication de "Climate and Society in Europe. The last thousand years", avec Heinz Wanner, l'historien Thomas Labbé dresse le bilan suivant dans une critique: "Voilà un ouvrage qui constituera, au même titre que l’Histoire humaine et comparée du climat d’Emmanuel Le Roy Ladurie, un jalon essentiel de l’historiographie du climat pour les décennies à venir. Avec ce Climate and Society in Europe, Christian Pfister, qui est aujourd’hui le chef de file de toute une génération d’historiens du climat, associe ses compétences avec celle du climatologue Heinz Wanner, pour livrer ensemble une réflexion globale et complexe sur l’évolution conjointe du climat et de la société depuis l’An Mil."

### Histoire agricole
Les sujets d'histoire agricole occupent une grande place dans les écrits de Pfister, car ils sont étroitement liés à l'histoire du climat et à celle de la population. Pfister distingue quatre zones d'utilisation agricole dans la vieille Suisse : la région céréalière du Plateau Suisse, la zone pastorale dans la zone montagneuse, une zone de culture mixte dans la zone vallonnée et une zone de culture viticole. Son analyse et ses modèles portent principalement sur région céréalière. Pfister a mis en évidence le cycle de l'azote pour le développement de la productivité. Le système de l'ancienne économie céréalière se caractérisait par une faible productivité parce que le manque d'engrais ne pouvait être comblé, l'amélioration de l'approvisionnement en azote par le recyclage et la culture de plantes fourragères permettait d'augmenter les rendements céréaliers, la culture des pommes de terre dans les champs et une reprise de la production laitière dès le début du XIXe siècle.

### Historique de la population
L'histoire de la population était et est toujours un sujet d'actualité. Depuis l'ouvrage d'Erich Keyser intitulé Histoire de la Population en Allemagne (Leipzig 1938), aucune synthèse n'avait été rédigée pour la période moderne. Au début des années 1990, Christian Pfister, qui avait écrit un certain nombre d'articles sur ce sujet, s'est chargé de rassembler et de compiler un nombre difficilement quantifiable d'études à petite échelle, au mieux régionales et hétérogènes d'un demi-siècle, et de les publier dans le cadre d'un volume de l'Encyclopédie d’histoire allemande. Bien qu'il n'ait pas été possible de discuter de nouvelles découvertes et que des problèmes complexes n'aient été évoqués qu'implicitement, le volume Population History and Historical Demography 1500 - 1800 (Munich 1994, 2e édition 2007) a reçu une réponse positive. Il n'a pas encore été remplacé.

### Histoire régionale
La thèse de Christian Pfister (1974) et son habilitation (1984) ont toutes deux été consacrées à l'histoire totale dans le cadre de l'École des Annales en plus de l'histoire climatique. L'accent mis sur le canton de Berne et les patriotes économiques a ouvert un champ de l'histoire régionale qui a continué à l'occuper dans les années qui ont suivi. Grâce au chambrage fin, la Suisse forme un patchwork de pièces aux caractères les plus divers. Dans le canton de Berne aussi, les sous-régions ont suivi des chemins différents dans leur développement. La monographie de Christian Pfister Im Strom der Modernisierung (Berne 1995) met en œuvre le postulat méthodologique d'une "histoire totale" avec une précision extraordinaire et une différenciation spatio-temporelle ; et peut être considérée comme une histoire matérielle dans le meilleur sens du terme, où les sources énergétiques et alimentaires, les méthodes agricoles et leur modernisation apparaissent autant que les "personnes qui donnent naissance, mangent, travaillent, argumentent, inventent, tentent, vieillissent et meurent, et sont traitées en séries statistiques non seulement numériques".
Parallèlement à ClimHist, Christian Pfister a créé en 1984 la base de données BernHist, qui revêt une grande importance pour la monographie susmentionnée ainsi que pour l'Atlas statistique historique du canton de Berne 1750-1995 (Berne 1998). En 2009, la base de données contenait environ 1,5 million de données individuelles dans les domaines de la population, de l'économie, de l'environnement et de la politique pour la période allant de 1700 à 2000. En 2019, une version modernisée de BernHist a été lancée.

### Histoire énergétique et environnementale
À partir de sa base énergétique (biomasse, charbon, pétrole et gaz), Pfister divise l'histoire économique et environnementale en trois périodes fondamentales - société agricole, société industrielle et société de consommation. Sa thèse selon laquelle l'urgence actuelle du problème climatique et la surabondance de déchets plastiques est due à l'inondation des marchés par le pétrole bon marché à partir de la fin des années 1950 a fait sensation et suscité une opposition. Dans l'histoire de l'environnement, la thèse de Pfister sur le "syndrome des années 1950" est largement incontestée. L'anthologie correspondante (Pfister 1995b) a connu une deuxième édition en 1996. Une synthèse plus élaborée en anglais a été publiée en 2010.

### Historique des catastrophes naturelles
De 1882 à 1976, la Suisse a été largement épargnée par les catastrophes naturelles. Pfister démontre que ce "fossé catastrophe" a contribué à sous-estimer les risques naturels jusqu'aux années 1990. Ce n'est qu'à cette époque que les catastrophes naturelles ont été découvertes comme un sujet intéressant dans la recherche historique. Dans son Wetternachhersage (1999), Pfister établit un lien entre les variations climatiques des cinq cents dernières années et les catastrophes naturelles graves. Il a introduit le sujet dans l'enseignement, ce qui a porté ses fruits grâce à la richesse des travaux de recherche des étudiants. Dans l'anthologie "Le jour d'après. Pour faire face aux catastrophes naturelles en Suisse 1500-2000" (Berne 2002), certaines d'entre elles sont résumées. Christian Pfister postule que les catastrophes naturelles peuvent être considérées comme le moteur de la modernisation et que, du moins en Suisse, elles ont été fondamentales pour le développement d'une solidarité nationale entre les régions de montagne pauvres et les régions prospères du Plateau Suisse. Avec ces thèses, il a réussi à donner une nouvelle profondeur à la discussion essentiellement culturelle et historique sur l'interprétation et la perception des catastrophes. En outre, il a mis en évidence la valeur du traitement historique des catastrophes pour la modélisation moderne et la simulation numérique du climat. Il a écrit plusieurs articles sur les catastrophes naturelles et, avec Christof Mauch, a publié une anthologie sur ce sujet en 2009.

## Récompenses
Pfister a reçu les prix suivants : 
- Prix Theodor Kocher de l'université de Berne (1986)
- Membre honoraire de l'Académie des scientifiques roumains (1997)
- Prix Eduard Brückner pour des "réalisations interdisciplinaires exceptionnelles dans la recherche sur le climat" (2000)
- Médaille de bronze de la Faculté des Sciences de l'université Masaryk de Brno "pour sa précieuse contribution au développement de la coopération scientifique et au progrès de la recherche climatique historique" (2009)[17]
- Docteur honoris causa de l'université Ricardo Palma de Lima "en reconocimiento a su destacada trayectoria profesional y por sus aportes en el camp de la Historia del Clima" (2010)

## Publications (sélection)

### En tant qu'auteur
- Agrarkonjunktur und Witterungsverlauf im westlichen Schweizer Mittelland zur Zeit der Ökonomischen Patrioten 1755–1797. Ein Beitrag zur Umwelt- und Wirtschaftsgeschichte des 18. Jahrhunderts. Geographisches Institut der Universität Bern, Berne, 1975.
- Das Klima der Schweiz von 1525–1860 und seine Bedeutung in der Geschichte von Bevölkerung und Landwirtschaft. 2 Bände. Haupt, Bern 1984. 2. Auflage 1985, 3. Auflage 1988.
- Bevölkerungsgeschichte und historische Demographie 1500–1800 (= Enzyklopädie deutscher Geschichte. Bd. 28). Oldenbourg, München 1994,  (ISBN 3-486-58157-0).
- Im Strom der Modernisierung. Bevölkerung, Wirtschaft und Umwelt im Kanton Bern (1700–1914) (= Geschichte des Kantons Bern seit 1798. Bd. 4). Bern 1995
- Wetternachhersage. 500 Jahre Klimavariationen und Naturkatastrophen (1496–1995). Haupt, Bern 1999,  (ISBN 3-258-05696-X). (PDF en libre accès)
- avec Christian Rohr und Antoine; Jover. Euro-Climhist: eine Datenplattform der Universität Bern zur Witterungs-, Klima- und Katastrophengeschichte, «Wasser Energie Luft» 109/2017: 45-48.
- The “Black Swan” of 1540. Aspects of a European Megadrought, in: Klaus Leggewie and Franz Mauelshagen (ed.), Climatic Change and Cultural Transition in Europe, Brill, Leyde, 2018: 156-196.
- avec Heinz Wanner: Klima und Gesellschaft in Europa. Die letzten tausend Jahre, Berne 2021,  (ISBN 978-3-258-08182-3). Traduction en anglais: Climate and Society in Europe. The last thousand years. Berne 2021,  (ISBN 3-258-48182-2).

### En tant qu’éditeur
- avec Peter Brimblecombe, The silent countdown. Essays in European Environmental History. Springer, Berlin, New York 1990.
- Das 1950er Syndrom. Der Weg in die Konsumgesellschaft. Berne: Haupt Verlag, 1995 (PDF en accès libre)
- avec Hans-Rudolf Egli: Historisch-Statistischer Atlas des Kantons Bern 1750–1995. Umwelt, Bevölkerung, Wirtschaft, Politik. Historischer Verein des Kantons Bern, Berne, 1998.
- Le jour d'après. Surmonter les catastrophes naturelles: le cas de la Suisse entre 1500 et 2000. Bern: Haupt Verlag 2002 (PDF en libre accès)
- avec Daniel Di Falco und Peter Bär, Bilder vom besseren Leben. Wie Werbung Geschichte erzählt. Haupt, Bern 2002.
- avec Wolfgang Behringer, Hartmut Lehmann: Kulturelle Konsequenzen der «Kleinen Eiszeit». Cultural Consequences of the «Little Ice Age». Vandenhoeck & Ruprecht, Göttingen 2005.  (ISBN 3-525-35864-4).
- avec Christof Mauch: Natural disasters, cultural responses: case studies toward a global environmental history. Lexington Books, Lanham 2009.
- avec Martin Stuber, Peter Moser, Gerrendina Gerber-Visser, Kartoffeln, Klee und kluge Köpfe. Die Oekonomische und Gemeinnützige Gesellschaft des Kantons Bern OGG (1759–2009). Haupt, Berne, 2009.avec Daniel Krämer und Daniel Marc Segesser. «Woche für Woche neue Preisaufschläge »: Nahrungsmittel-, Energie- und Ressourcenkonflikte in der Schweiz des Ersten Weltkrieges, Schwabe, Bâle, 2016.
- avec Sam White et Franz Mauelshagen, The Palgrave Handbook of Climate History, Palgrave Macmillan, Londres, 2018  (ISBN 978-1-137-43019-9)

### Littérature
- André Kirchhofer, Daniel Krämer, Christof Maria Merki, Guido Poliwoda, Martin Stuber und Stephanie Summermatter (Hrsg.): Nachhaltige Geschichte. Festschrift für Christian Pfister. Chronos, Zurich, 2009,  (ISBN 978-3-0340-0992-8).